# Zespół Rosselliego-Gulienettiego
Zespół Rosselliego-Gulienettiego (ang. Rosselli-Gulienetti syndrome) – genetycznie uwarunkowany zespół wad wrodzonych, charakteryzujący się występowaniem anhydrozy, hipotrichozą skóry głowy oraz mikrodoncją.
Zespół został opisany w 1961 roku przez włoskich lekarzy Domenica Rosselliego oraz Renza Gulienettiego. Opisanych zostało czterech pacjentów, z trzech rodzin, w tym dwóch braci, których rodzice byli kuzynami drugiego stopnia. 
W obrazie klinicznym zespołu oprócz anhydrozy, hipotrichozy skóry głowy oraz mikrodoncji może występować dysplazja paznokci, deformacje palców dłoni i stóp (głównie syndaktylia) a także narządów płciowych, rozszczep wargi i podniebienia a także płetwistość podkolanowa oraz udowa. Nie jest znana przyczyna zespołu i możliwa jest jedynie korekta chirurgiczna stwierdzanych wad rozwojowych.
Zespół należy różnicować z zespołem Zlotogory-Ogura oraz z zespołem EEC. 